# Музиколог
Музиколог је стручњак који се бави музикологијом, науком о музици. Музиколози проучавају музику из различитих перспектива, укључујући њену историју, теорију, културни контекст, извођачку праксу и утицај на друштво. Њихов рад доприноси дубљем разумевању музике као уметничке форме и културног феномена.

## Поље деловања
Музикологија је широка дисциплина, а музиколози се често специјализују за одређене области. Основне гране музикологије којима се музиколози баве укључују:
- Историјска музикологија: Проучава историју западне уметничке музике, укључујући животе и дела композитора, развој музичких стилова, жанрова и форми, као и друштвени контекст у којем је музика настајала и извођена.
- Етномузикологија: Бави се проучавањем музике у различитим културама широм света, са нагласком на традиционалној, народној и популарној музици, као и на улози музике у друштвеном животу заједница.[2]
- Теорија музике: Анализира структуру музике, укључујући хармонију, мелодију, ритам, форму и друге музичке елементе. Теорија музике такође може да обухвати развој теоријских система и метода анализе.
- Систематска музикологија: Обухвата широк спектар дисциплина које се баве фундаменталним питањима музике, као што су музичка акустика, психологија музике, социологија музике, филозофија музике и музичка естетика.[3][4]

Поред ових, постоје и друге специјализоване области попут музичке педагогије (која се бави методама учења и подучавања музике), музичке критике, когнитивне музикологије и других.

## Активности музиколога
Делокруг рада музиколога је разноврстан. Неке од типичних активности укључују:
- Научно-истраживачки рад: Спровођење истраживања у архивима, библиотекама, на терену; анализа музичких дела, историјских докумената и других извора.
- Писање и објављивање радова: Ауторство књига, монографија, научних чланака, студија, есеја, као и уџбеника и приручника.
- Педагошки рад: Предавање на универзитетима (факултетима музике, академијама), у музичким школама и другим образовним институцијама.
- Музичка критика: Писање рецензија концерата, оперских и балетских представа, нових композиција, звучних издања за новине, часописе, радио, телевизију и интернет портале.
- Рад у културним институцијама: Ангажман у музејима, архивима, библиотекама, оперским кућама, филхармонијама, фестивалима, издавачким кућама, као уредници, кустоси, саветници, директори.
- Уређивање музичких издања: Припрема критичких издања музичких партитура.
- Организација и промоција музичког живота: Учествовање у организацији концерата, фестивала, научних скупова, предавања.
- Консултантски рад: Пружање стручних мишљења и савета у вези са ауторским правима, историјском аутентичношћу музичких извођења, итд.[4]

## Образовање
Звање музиколога се стиче завршетком студија музикологије на факултетима или академијама музичке уметности. У Србији, студије музикологије постоје на Факултету музичке уметности Универзитета уметности у Београду, Академији уметности Универзитета у Новом Саду и Филолошко-уметничком факултету Универзитета у Крагујевцу. Студије обично обухватају основне, мастер и докторске студије.

## Значај музиколога
Музиколози имају важну улогу у очувању, тумачењу и промоцији музичке баштине. Њихова истраживања помажу у разумевању музике у њеном историјском, културном и друштвеном контексту. Кроз педагошки рад, образују нове генерације музичара и музиколога, док кроз музичку критику и јавна предавања доприносе формирању музичког укуса и информисаности шире публике. Музиколози такође могу утицати на извођачку праксу пружањем увида у аутентичне начине извођења старе музике или тумачењем дела савремених композитора.